# فهرست نقشه‌های تروریستی ناموفق در آمریکا پس از ۱۱ سپتامبر
فهرست توطئه‌های تروریستی ناموفق در آمریکا پس از ۱۱ سپتامبر (به انگلیسی: List of unsuccessful terrorist plots in the United States post-9/11)
شامل توطئه‌های تروریستی ناموفق در ایالات متحده است که پس از آغاز جنگ علیه تروریسم بعد از حملات ۱۱ سپتامبر ۲۰۰۱، به منظور حمله به اهداف غیرنظامی و نظامی طراحی شده بود.

## دولت بوش (اولین دوره)
| تاریخ           | سوژه و هدف                                                           | شرح واقعه | محل دستگیری      | متهم (ین)                               | وضعیت                                   |
| --------------- | -------------------------------------------------------------------- | --- | ---------------- | --------------------------------------- | --------------------------------------- |
| ۲۲ دسامبر، ۲۰۰۱ | پرواز امریکن ایرلاین۶۳                                               | یک مرد بعد از اینکه تلاش کرد یک بمب در کفشش را منفجر کند زندانی شد.                                                                                     | پاریس به میامی   | ریچارد کالوین رِید                       | محکوم به حبس ابد بدون عفو               |
| ۸ مه ۲۰۰۲       | ?                                                                    | یک مرد پس از بازگشت از پاکستان به جرم درست کردن بک بمب کثیف دستگیر شد.                                                                                  | شیکاگو، ایلینوی  | خوزه پادیلا                             | به ۱۷ سال زندان محکوم شد                |
| ۱۳ مارس ۲۰۰۳    | پل بروکلین                                                           | مردی دستگیر شد و متهم به تلاش برای کمک به القاعده برای منحدم کردن پل بروکلین شد                                                                         | کلمبوس، اوهایو   | ایمن فارس                               | به بیست سال حبس محکوم شد                |
| ژوئن ۲۰۰۳       | ?                                                                    | یازده عضو گروه جهاد ویرجینیا به اتهام آموزش و تلاش برای جهاد در جهان دستگیر شدند.                                                                       | ویرجینیای شمالی  | علی التمیمی، علی اسد جندیه و همکارانشان | همگی به ۲۰ سال زندان یا کمتر محکوم شدند |
| اوت ۲۰۰۴        | بازار سهام نیویورک، بانک جهانی، صندوق بین‌المللی پول و مرکز سیتی گروپ | بعد از کشف توطئه برای از بین بردن بازار سهام نیویورک و سایر موسسه‌های مالی در نیوجرسی و واشینگتن وضعیت امنیتی در ایلات متحده بحالت آماده باش بالا درآمد. | بریتانیا         | ظارین بارت                              | به حبس ابد محکوم شد                     |
| ۲۸ اوت ۲۰۰۴     | ۳۴ خیابان میدان هرالد ایستگاه زیرزمینی                               | دو مرد بعد از اینکه تلاش کردند در راهروی زیرزمینی نیویورک در روز قبل از کنگره ملی جمهوریخواهان بمبگذاری کنند دستگیر شدند                                | نیویورک، نیویورک | شهوار متین سراج و جیمز الشفایی          | به ۳۰ سال زندان محکوم شدند              |
| اوت ۲۰۰۴        | یک دیپلمات پاکستانی                                                  | دو مرد در مسجد آلبانی بعد از آنکه تلاش کردند نارنجنک انداز دوش پرتاب را برای ترور یک دیپلمات پاکستانی استفاده کنند دستگیر شدند.                         | آلبانی، نیویورک  | یاسین عرفان محمدحسین                    | هر دو به ۱۵ سال زندان محکوم شدند        |

## دولت بوش (دوره دوم)
| تاریخ       | سوژه و هدف                                                                    | شرح واقعه | محل دستگیری                                 | متهم (ین)                           | وضعیت |
| ----------- | ----------------------------------------------------------------------------- | --- | ------------------------------------------- | ----------------------------------- | --- |
| ژوئن ۲۰۰۵   | ?                                                                             | یک مرد و پدرش بعد از اینکه مشخص شد به اف‌بی‌آی در مورد حضور در یک کمپ جهادیست‌ها در پاکستان دروغ گفته بودند، دستگیر شدند             | لودی، کالیفرنیا                             | حمید و عمر حیات                     | حمید به ۲۴ سال زندان محکوم شد                                                                             |
| اوت ۲۰۰۵    | پایگاه‌های نظامی و کنیسه‌ها و سایر اماکن در کالیفرنیا                           | چهار مرد که یک زندان اسلامی را اداره می‌کردند دستگیر شدند، پس از آنکه تلاش کردند اماکنی را در لس آنجلس نابود کنند.                 | لس آنجلس، کالیفرنیا                         | کوین جیمز، و همکاران.               | جیمز به ۱۶ سال زندان محکوم شد                                                                             |
| دسامبر ۲۰۰۵ | گاز طبیعی ویلیامز (وایومینگ)، خط لوله ترنزکنتینانتال، پالایشگاه استاندارد نفت | مردی که مشکوک به طراحی برای از بین بردن چندین سایت بود، دستگیر شد. .                                                              | پنسیلوانیا                                  | مایکل کورتیس رینولدز                | وی به ۳۰ سال زندان محکوم شد                                                                               |
| فوریه ۲۰۰۶  | شهروندان تولیدو، اوهایو که در عراق سرباز بودند                                | سه مرد به اتهام برنامه‌ریزی برای ساخت بمب برای استفاده توسط تروریست‌ها در عراق دستگیر شدند.                                         | تولیدو، اوهایو                              | محمد زکی، اموی و همکاران.           | اموی به ۲۰ سال زندان و دیگران به ۱۳ و ۸ سال زندان محکوم شدند                                              |
| آوریل ۲۰۰۶  | ساختمان‌های واشینگتن دی سی.                                                    | دو مرد آمریکایی از ایالت جورجیا پس از ضبط ویدیوئی از ساختمان‌های منطقه واشینگتن و ارسال نوار به یک سایت جهادی در لندن دستگیر شدند. | تورونتو، انتاریو                            | سید هریس احمد و احسانول اسلام صادقو | سید هریس احمد و احسانون اسلام صدیقه احمد به ۱۳ سال حبس محکوم شدند، مجرم صادقی به ۱۷ سال زندان محکوم شد. . |
| ژوئن ۲۰۰۶   | برج سیرس و دفاتر اف‌بی‌آی                                                       | هفت نفر پس از اقدام برای توطئه جهت بمبگذاری برج سیرس و دفاتر اف‌بی‌آی دستگیر شدند.                                                  | میامی، ایالت فلوریدا و آتلانتا، ایالت جرجیا | نرسیل باتیست، و همکاران.            | پنج نفر از متهمین محکوم شدند. باتیست به ۱۳ سال زندان محکوم شد. .                                          |
| ژوئیه ۲۰۰۶  | تونل‌های پس                                                                    | یک مرد پس از تلاش برای بمب‌گذاری تونل‌های زیرزمینی نیویورک و نیوجرسی و ایجاد سیل در منطقه بانک‌ها و مالی دستگیر شد. .                | نیویورک، نیویورک                            | عاصم حمود                           | |
| ۷ مه ۲۰۰۷   | فورت دیکس                                                                     | شش مرد پس از حمله به پایگاه نظامی فورت دیکس دستگیر شدند.                                                                          | فورت دیکس، نیوجرسی                          | دریتان دوکا، و همکاران.             | چهار نفر به حبس ابد محکوم شدند، یک نفر به پنج سال زندان و مابقی به ۳۳ ماه زندان محکوم شدند                |
| ۳ ژوئن ۲۰۰۷ | فرودگاه بین‌المللی جان اف. کندی                                                | در نیویورک چهار نفر بعد از طراحی بمب‌گذاری خط لوله سوخت فرودگاه جی اف کی دستگیر شدند.                                              | نیویورک، نیویورک                            | عبدالقدیر و همکاران.                | قدیر به حبس ابد محکوم شد. .                                                                               |

## دولت اوباما (اولین دوره)
| تاریخ           | سوژه و هدف                                         | شرح واقعه | محل دستگیری                         | متهم (ین)                  |
| --------------- | -------------------------------------------------- | --- | ----------------------------------- | -------------------------- |
| ۲۰ مه ۲۰۰۹      | کنیسه‌های شهر نیویورک / هواپیمای نظامی ایالات متحده | چهار مرد در نیویورک پس از طراحی برای منفجر کردن دو کنیسه و سرنگون کردن هواپیمای نظامی ایالات متحده، دستگیر شدند. | نیویورک، نیویورک                    | جیمز کرومیت، و همکاران.    |
| ۱۹ سپتامبر ۲۰۰۹ | متروی شهر نیویورک                                  | زازی، یک افغانستانی الاصل که در کلرادو زندگی می‌کرد، دستگیر و متهم به بمب‌گذاری در مجموعه متروی نیویورک شد. او توسط القاعده در پاکستان آموزش دیده بود. ۵ نفر دیگر نیز با اتهامات مشابه محاکمه شدند. | نیویورک، نیویورک                    | نجیب الله زازی و همکاران.  |
| ۲۴ سپتامبر ۲۰۰۹ | ساختمان فدرال، اسپرینگفیلد، ایلینوی                | یک فرد ۲۹ ساله که قصد داشت ساختمان ایالتی پل فیندلی در اسپرینگفیلد، ایلینوی را بمبگذاری کند، دستگیر شد. | اسپرینگ فیلد، ایلینوی               | مایکل فینتون               |
| ۲۴ سپتامبر ۲۰۰۹ | آسمانخراش دالاس                                    | یک فرد ۱۹ ساله به اتهام برنامه‌ریزی برای منفجر کردن یک آسمان خراش در مرکز شهر دالاس، دستگیر شد. | دالاس، تگزاس                        | حسام ماهر حسین صمدی        |
| ۱۶ اکتبر ۲۰۰۹   | اهداف مختلف در خارج از کشور                        | کالین لارز، که همچنین به نام جین جهادی و فاطمه لاروز شناخته می‌شود، یک شهروند آمریکایی است که متهم به جنایات در ارتباط با تروریسم است، از جمله طراحی برای قتل و حمایت مادی از تروریست‌ها. لارس ویلکس به‌خاطر نقاشی‌های محمد، هدف مورد نظر بوده‌است. | فیلادلفیا، پنسیلوانیا               | کالین لارز، و همکاران      |
| ۲۵ دسامبر ۲۰۰۹  | پرواز شماره ۲۵۳ شرکت هوایی نورثوست                 | یک نفر پس از آنکه یکی از مسافران هواپیما خودش را روی او انداخت، تا از انفجار بسته انفجاری در بالای شهر دیترویت جلوگیری کند، دستگیر شد. | دیترویت، میشیگان                    | عبدالفاروق عبدالمطلب       |
| ۱ مه ۲۰۱۰       | میدان تایمز، نیویورک                               | یک آمریکایی پاکستانی الاصل که در ۱۱ اردیبهشت ۱۳۸۹ (۱ مه ۲۰۱۰) تلاش کرد خودروی بمبگذاری شده را در میدان تایمز انجام دهد، پس از ورود به پرواز شماره ۲۰۲ امارات به مقصد دبی دستگیر شد. در تاریخ ۲۱ ژوئن ۲۰۱۰، در دادگاه ایالتی فدرال در منهتن، او به ۱۰ مورد دیگر تلاش برای بمب‌گذاری اعتراف کرد. | نیویورک، نیویورک                    | فیصل شهزاد                 |
| ۲۷ اکتبر ۲۰۱۰   | ایستگاه گورستان آرلینگتون                          | مردی از ویرجینیا که متولد پاکستان بوده دستگیر و متهم به اقدام به بمبگذاری و کشتار مسافران ایستگاه‌های متروی منطقه واشینگتن در آنچه تصور می‌شود، طرح القاعده برای انفجار بود، شد. | آرلینگتون، ویرجینیا                 | فاروغ احمد                 |
| ۲۸ سپتامبر ۲۰۱۱ | پنتاگون و ساختمان کنگره ایالات متحده               | رضوان فردوس یک شهروند آمریکایی است که متولد و بزرگ شده در ماساچوست، بنگلادشی‌تبار، وی توسط اف‌بی‌آی در ۶ مهر ۱۳۹۰ (۲۸ سپتامبر ۲۰۱۱) دستگیر شد، اتهام وی تلاش برای حمله به پنتاگون و ساختمان کنگره ایالات متحده با مواد منفجره جاسازی شده در یک هواپیمای مدل کنترل از راه دور بوده‌است. وی همچنین به حمایت از القاعده و آماده‌سازی برای حمله به سربازان آمریکایی در خارج از کشور، با ساخت بمب‌های کنارجاده‌ای متهم شد.                               | آرلینگتون، ویرجینیا؛ واشینگتن دی سی | رضوان فردوس                |
| ۷ ژانویه ۲۰۱۲   | تمپا در فلوریدا و اهداف مختلف دیگر                 | سامی اسماکاک مردی است که ادعا شده‌است که حمله‌ای را طراحی کرده بود تا از اقدامات اشتباهی که علیه مسلمانان در منطقه اطراف تامپا فلوریدا دیده بود، انتقام بگیرد. اسماکاک، یک آلبانیایی‌تبار کوزوویی الاصل و یک شهروند طبیعی آمریکایی، در ۱۷ دی ۱۳۹۰ (۷ ژانویه ۲۰۱۲) دستگیر شد، اتهامات وی شامل برنامه‌ریزی برای بمب‌گذاری در کلوب‌های شبانه، بمب‌گذاری در خودرو، استفاده از یک تفنگ ساچمه ای، پوشیدن کمربند انفجاری در یک منطقه شلوغ و گروگان‌گیری بود | تمپا، فلوریدا                       | سامی اسماکاک               |
| ۱۷ فوریه ۲۰۱۲   | پایتخت ایالات متحده                                | یک مرد مراکشی توسط اف‌بی‌آی دستگیر شد که اتهام وی آماده‌سازی برای بمب‌گذاری انتحاری در پایتخت ایالات متحده بوده‌است. الخلیفی فکر می‌کرد که در ارتباط با القاعده کار می‌کند اما در واقع با عوامل مخفی اف‌بی‌آی در تماس بود. او در شهریور ۱۳۹۱ (سپتامبر ۲۰۱۲) به ۳۰ سال زندان محکوم شد. | واشینگتن، دی سی                     | امین الخلیفی               |
| ۱۷ اکتبر ۲۰۱۲   | خزانه ایالتی نیویورک                               | یک مرد بنگلادشی متهم به تلاش برای انفجار ساختمان خزانه ایالتی نیویورک شد. به گفته مقامات ایالتی، در حالی که نفیس معتقد بود که او از حمایت القاعده برخوردار می‌باشد، ولی او هیچ ارتباط مشخصی نداشت. | نیویورک، نیویورک                    | قاضی محمد رضوان الحسن نفیس |

## دولت اوباما (دوره دوم)
| تاریخ           | سوژه و هدف                                                | شرح واقعه | محل دستگیری          | متهم (ین)                      |
| --------------- | --------------------------------------------------------- | --- | -------------------- | ------------------------------ |
| January, 2014   | مساجد، یک مدرسه اسلامی، کاخ سفید                          | یک دستگاه کنترل از راه دور تابش اشعه برای حمله به تعدادی از اهداف قرار بود مورد استفاده قرار گیرد. . |                      | اریک فیت، گلندون اسکات کرافورد |
| ۱۴ فوریه ۲۰۱۵   | ساختمان دادگاه، بانک، جشنواره جنگل، اولین پاسخ دهندگان    | مردی اهل غرب ویرجینیا انباری از سی-۴، دینامیت و انواع سلاح‌ها (از جمله یک تفنگ تک تیرانداز برای هدف قرار دادن اولین پاسخ دهنده‌ها) برای حمله به یک دادگاه فدرال، یک بانک و محل جشنواره دولتی در محوطه جنگلی و کوه در الکینز. | ویرجینیای غربی       | جاناتان لئو شرودر              |
| ۱۱ سپتامبر ۲۰۱۵ | بنای یادبود ۲۰ شهریور (۱۱ سپتامبر) در کانزاس سیتی، میسوری | یک مرد یهودی آمریکایی، جاشوا راین گلدبرگ، که به عنوان یک پشتیبان داعش در استرالیا شناخته می‌شد، تلاش کرد یک خبرچین مخفی اف‌بی‌آی را برای انفجار بمبی در مراسم سالگرد ۲۰شهریور (۱۱ سپتامبر) در کانزاس سیتی، میسوری، بخدمت بگیرد. گلدبرگ تلاش کرد تا مأمور مخفی را متقاعد سازد که ترکش‌های کارگذاشته شده در بمب را به سم مرگ موش آغشته کند تا بیشترین تلفات را داشته باشد. | نارنجی پارک، فلوریدا | جاشوا راین گلدبرگ              |